# Little Havana

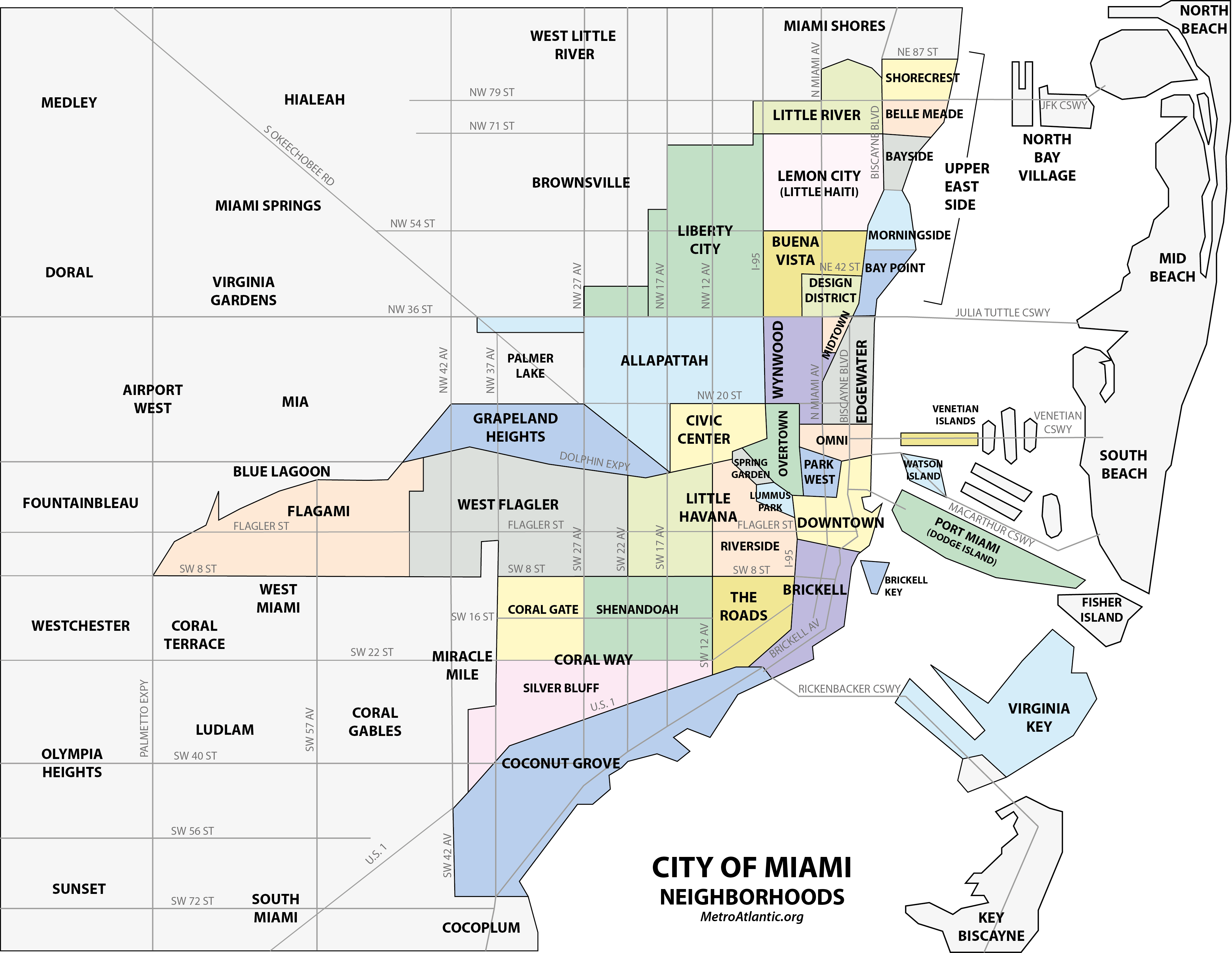
Little Havana in Miami

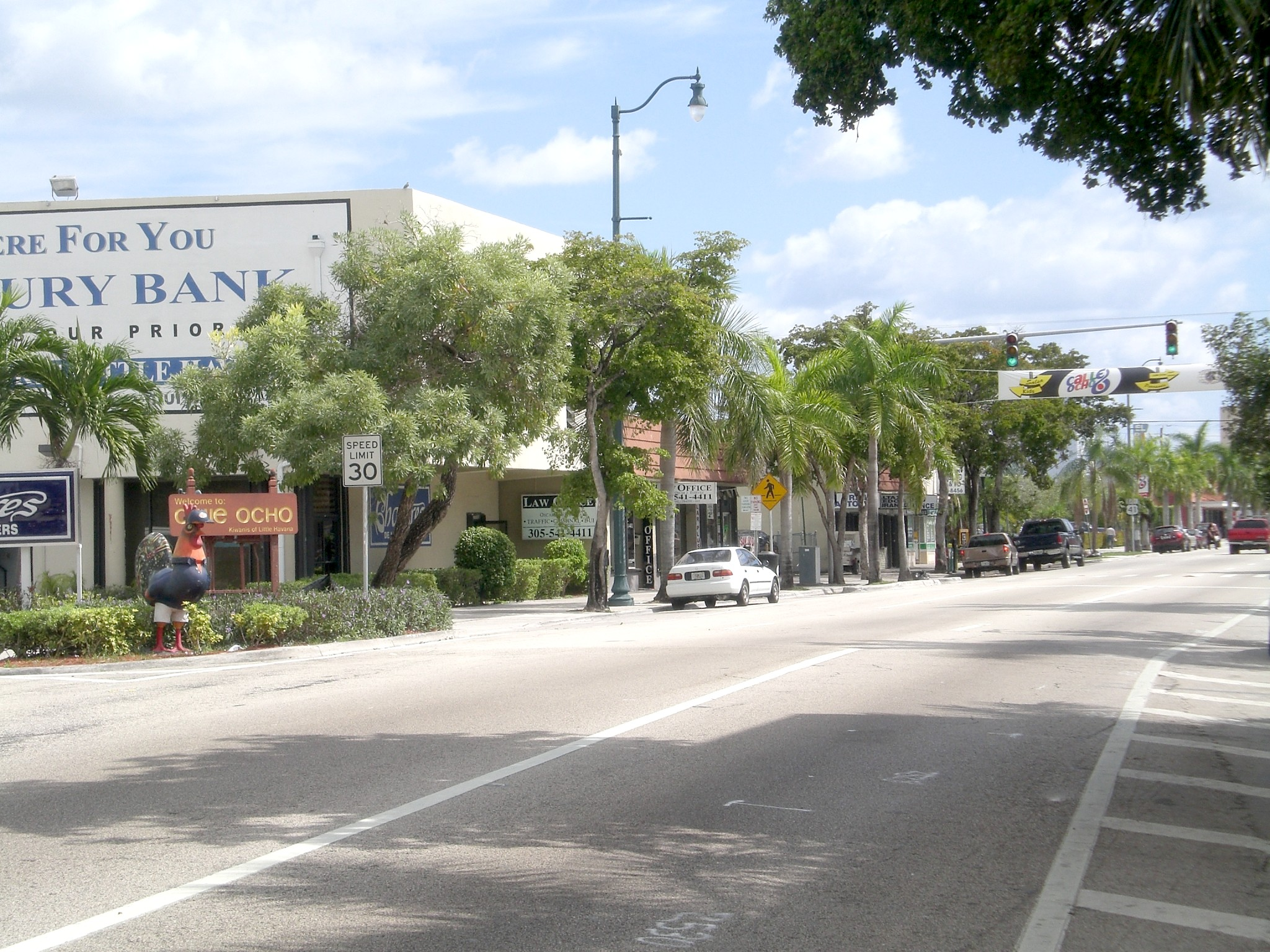
Beginn der Calle Ocho

Little Havana (span. La Pequeña Habana) ist ein Stadtviertel im Zentrum von Miami im US-Bundesstaat Florida. 
Der ehemalige census-designated place wird von zahlreichen kubanischen Immigranten bewohnt. Little Havana wurde nach der kubanischen Hauptstadt und Kubas größter Stadt Havanna benannt. Die groben Grenzen bilden der Miami River im Norden, die 11th Street im Süden, die 22nd Avenue im Westen, sowie die Interstate 95 im Osten.
Little Havana ist in Europa und Amerika bekannt für die sozialen, kulturellen und politischen Aktivitäten. Seine Festivitäten wie der Miami-Karneval, die Kultur-Freitage oder die Drei-Königs-Parade werden jährlich in alle Teile der Welt via TV übertragen. Bemerkenswert sind auch Sehenswürdigkeiten, wie die Calle Ocho (S.W. 8 St – deutsch: 8. Straße), der Walkway of the Stars (Fußweg der Stars), der an Latino-Stars wie Celia Cruz, Willy Chirino oder Gloria Estefan erinnert, der Cuban Memorial Boulevard (Kuba-Gedächtnis-Boulevard), Plaza de la Cubanidad, Domino Park, das Tower Theater, der Jose-Marti-Park, die Firestone-/Walgreens-Gebäude, die katholische Kirche St. John Bosco. Es gilt als die bekannteste Gemeinschaft von Exilkubanern weltweit.
Der Name Little Havana kam in den 1960er Jahren auf, als die Zahl der in diesem Gebiet siedelnden Kubaner signifikant anstieg. Der Stadtteil grenzt an den Westen von Downtown-Miami. Es erstreckt sich von westlich des Miami Rivers über einige Kilometer. Vorher waren die Stadtteile als Shenandoah und Riverside bekannt. Little Havana ist berühmt als politische und kulturelle Hauptstadt der Kubanoamerikaner. Es ist Zentrum der Gemeinschaft der Exilkubaner.
Little Havana steht für lebhafte Straßen, exzellente Restaurants, vielfältige kulturelle Aktivitäten, kleine Familienunternehmen, politische Passion und engen Zusammenhalt zwischen den Bewohnern.

## Sehenswürdigkeiten und Feste

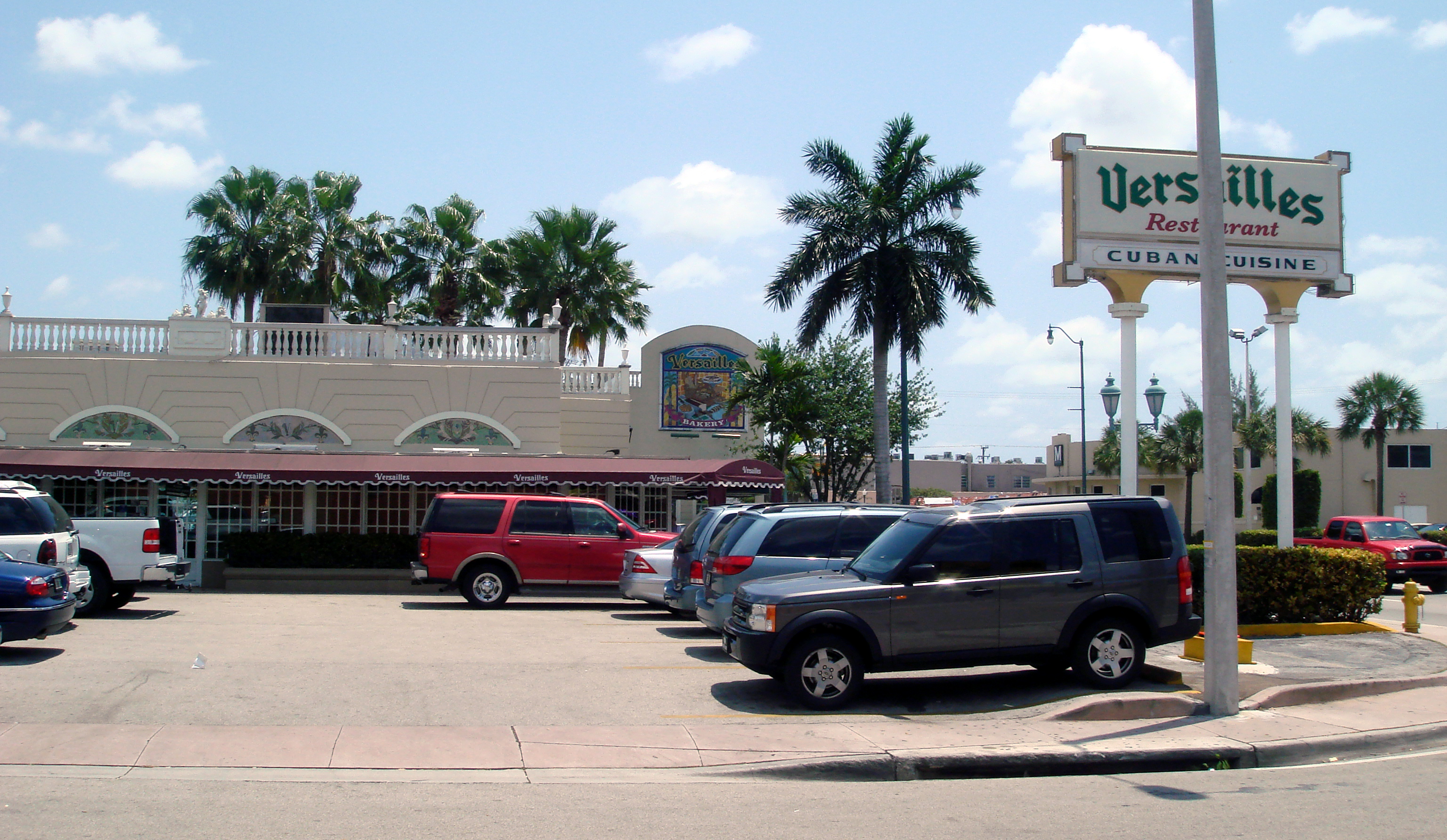
Außenansicht des Versailles Restaurants

### Sehenswürdigkeiten
- Calle Ocho (SW 8th Street)
- Cuban Memorial Boulevard (SW 13th Avenue)
- Centro Cultural Español de Cooperación Iberoamericana,[2]
- Versailles Restaurant
- La Casa de Tula
- Padilla Cigar Factory
- Domino Park
- Tower Theater
- Jose Marti Park

### Viernes Culturales
Der Viernes Culturales (span. für: kultureller Freitag) ist eine Kunst- und Kultur-Messe, die jeden letzten Freitag eines Monats im historischen Teil von Little Havana, im Herzen der Calle Ocho stattfindet. Bei diesem monatlichen Ereignis hat der Besucher die Möglichkeit, talentierte Schausteller und Entertainer zu sehen und einen Abend rund um diverse Facetten lateinamerikanischer Kultur zu erleben.
Das Ereignis besteht aus Musikaufführungen auf einer Freilichtbühne oder am Straßenrand der Calle 8, Kunstausstellungen auf den Bürgersteigen und offenen Plätzen, Besichtigungen von Kunstgalerien und Kulturzentren, Probieren der lateinamerikanischen Küche in den teilnehmenden Restaurants sowie Film-, Kunst- und Bildungsausstellungen im historischen Tower Theatre.

### Calle-Ocho-Festival

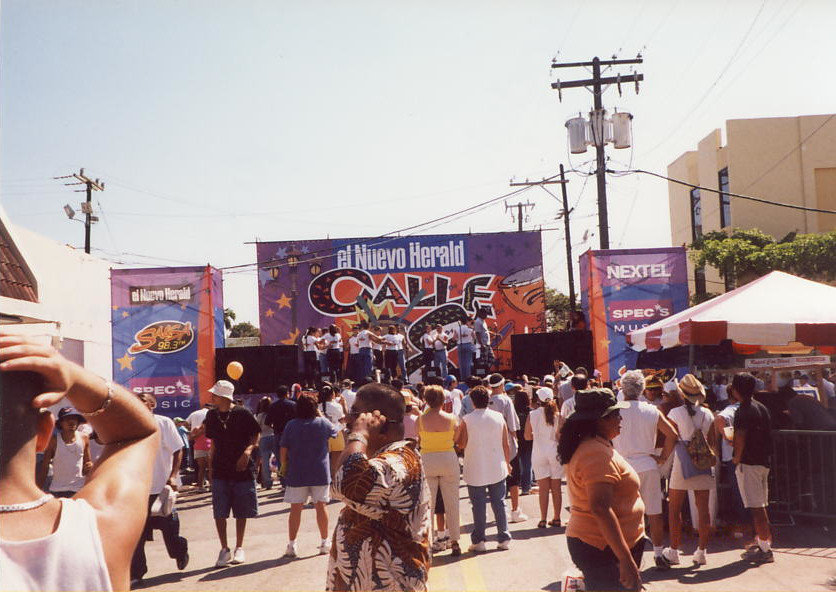
Calle-Ocho-Festival 2001

In Little Havana findet jährlich das Calle-Ocho-Festival statt, ein freies Straßenfest, welches Teil der Karnevalsfeiern von Miami ist und ein Gefühl für karibischen Karneval vermittelt. Das Festival zählt sich zu den größten weltweit mit über einer Million Besucher jährlich. In dieser Zeit tragen die verschiedenen ethnischen Gruppen die Farben und/oder die Flaggen ihrer Herkunftsländer. Es sind Fahnen aus allen Teilen Lateinamerikas und sogar aus Irland zu sehen. Es werden typische Speisen aus verschiedenen Ländern verkauft und man hört populäre Musik wie Reggaeton, Salsa, Bachata oder Merengue. Das Fest findet auf der 8. Straße (Calle Ocho) zwischen der 27. und 4. Avenue statt. Mehr als 30 Bühnen und hunderte Straßenverkäufer partizipieren am Live-Musik-Festival mit mehr als 30-jähriger Geschichte.
Einen Eintrag in das Guinness-Buch der Rekorde fand die bis dahin weltweit längste Congareihe von 119.986 Menschen, gebildet am 13. März 1988.

## Demographie
Demografisch teilt sich der Stadtbezirk Little Havana in das eigentliche Little Havana und West Flagler, das ehemalige West Little Havana auf. Im Jahre 2000 wohnten in beiden Stadtteilen zusammen 90.218 Einwohner.
Im Jahr 2000 hatte Little Havana eine Einwohnerzahl von 49.206 in 19.341 Haushalten und 11.266 Familien. Das mittlere Haushaltseinkommen betrug 15.213 US-Dollar. Der Zusammensetzung nach Herkunft und Hautfarbe gemäß waren 90,08 % Hispanics oder Latinos aller Hautfarben (hauptsächlich Kubaner, aber auch viele Kolumbianer, Dominikaner und Brasilianer). 3,79 % waren Schwarz (nicht-hispanischer Herkunft), 5,14 % Weiße (nicht-hispanischer Herkunft).
West Flagler (West Little Havana) hatte 41.012 Einwohner in 14.810 Haushalten und 10.490 Familien. Das mittlere Haushaltseinkommen betrug 26.176 Dollar. Ethnisch bestand der Stadtteil aus 90,73 % Hispanics bzw. Latinos jeglicher Hautfarbe, 1,15 % Schwarze und 7,61 % Weiße.